# Санта Роса (Тексас)
Санта Роса (енгл. Santa Rosa) град је у америчкој савезној држави Тексас. По попису становништва из 2010. у њему је живело 2.873 становника.

## Демографија
Према попису становништва из 2010. у граду је живело 2.873 становника, што је 40 (1,4%) становника више него 2000. године.
| Група             | 2000.         | 2010.         |
| Белци             | 95 (3,4%)     | 72 (2,5%)     |
| Афроамериканци    | 16 (0,6%)     | 7 (0,2%)      |
| Азијати           | 3 (0,1%)      | 1 (0,0%)      |
| Хиспаноамериканци | 2.710 (95,7%) | 2.787 (97,0%) |
| Укупно            | 2.833         | 2.873         |